# Vampire Weekend
Vampire Weekend là một ban nhạc người Mỹ từ thành phố New York, thành lập vào năm 2006. Họ hiện đang ký hợp đồng với XL Recordings. Ban nhạc gồm hát chính và tay guitar Ezra Koenig, tay guitar/keyboard Rostam Batmanglij, tay trống và bộ gõ Chris Tomson và tay bass Chris Baio. Ban nhạc phát hành album đầu tiên Vampire Weekend vào năm 2008, bao gồm những đĩa đơn "Mansard Roof", "A-Punk", "Oxford Comma", "Cape Cod Kwassa Kwassa" và "The Kids Don't Stand a Chance". Album thứ hai của ban nhạc, Contra, được phát hành vào năm 2010. Album thứ ba, Modern Vampires of the City, được phát hành vào 14 tháng 5 năm 2013, album đã thắng Giải Grammmy cho Album alternative xuất sắc nhất vào năm 2014.

## Lịch sử ban nhạc

### Những năm đầu
Các thành viên ban nhạc gặp nhau tại đại học Columbia, bắt đầu như một sự hợp tác nhạc nhạc rap giữa Koenig và Tomson. Họ thể hiện sự quan tâm với punk rock và âm nhạc châu Phi, Koenig lưu diễn với Dirty Projectors trong thời gian thử nghiệm với âm nhạc châu Phi, truyền cảm hứng cho ban nhạc về âm nhạc thế giới vào những sản phẩm đầu tiên của họ. Ban nhạc đã chọn cái tên "Vampire Weekend" từ tiêu đề của một dự án phim ngắn Koenig làm trong mùa hè giữa năm thứ nhất và thứ hai ở đại học. Khi ở nhà vào mùa hè, Koenig xem một bộ phim ma cà rồng những năm 1980 và lấy cảm hứng để thực hiện một phiên bản Đông Bắc Hoa Kỳ của bộ phim, trong đó một người tên là Walcott đi đến mũi Cod để cảnh báo thị trưởng rằng ma cà rồng đang tấn công Hoa Kỳ. Koenig bỏ rơi dự án sau hai ngày. Sau khi tốt nghiệp đại học, ban nhạc tự sản xuất album đầu tay, đồng thời cũng làm các công việc riêng, Tomson như người lưu trữ âm nhạc và Koenig là một giáo viên trung học môn tiếng Anh.

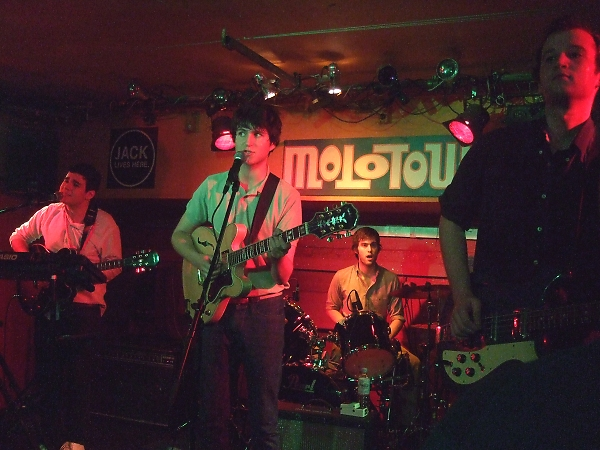
Vampire Weekend năm 2007

Năm 2007, bài hát "Cape Cod Kwassa Kwassa" của Vampire Weekend được xếp hạng thứ 67 trên danh sách "100 bài hát hay nhất của năm" của Rolling Stone. Vào tháng 11 năm 2007, họ đi lưu diễn tại Anh cùng The Shins. Họ được chọn làm "The Year's Best New Band" bởi tạp chí Spin số ra tháng 3 năm 2008, và là ban nhạc đầu tiên được lên trang bìa tạp chí này trước khi phát hành album đầu tay.

### Album cùng tên (2007-2008)
Album đầu tiên của ban nhạc, Vampire Weekend được phát hành ngày 29 tháng 1 năm 2008. Đạt thành công ở Mỹ và Anh, đạt vị trí số 15 trên UK Albums Chart và số 17 trên Billboard 200. Bốn đĩa đơn được phát hành từ album; trong khi "A-Punk" đạt vị trí số 25 trên Billboard Modern rock chart và số 55 trên UK Singles Chart, "Oxford Comma" đạt vị trí số 38 ở Anh. "A-Punk" được xếp ở số 4 trên Danh sách nhạc Rock: Bài hát hay nhất năm 2008 của đọc giả Rolling Stone.

### Contra(2009-2011)
Album thứ hai của ban nhạc, Contra được phát hành vào ngày 11 tháng 1 năm 2010 tại Anh và ngày hôm sau ở Mỹ. Vào ngày 12 tháng 1 năm 2010, "Horchata" được phát hành để tải miễn phí từ trang web của ban nhạc. Đĩa đơn đầu tiên từ album, "Cousins", được phát hành vào ngày 17 tháng 11 năm 2009. Contra là album đầu tiên của ban nhạc ra mắt ở vị trí thứ 1 trên bảng xếp hạng Billboard 200.
Vào ngày 9 tháng 1 năm 2010, ban nhạc làm một acoustic show cho MTV Unplugged. Tháng tiếp theo, ban nhạc lưu diễn châu Âu và Canada, với bộ đôi Fan Death như nghệ sĩ hỗ trợ. Video cho đĩa đơn tiếp theo của họ, "Giving Up the Gun" cũng được phát hành vào ngày 18 tháng 2 năm 2010 bao gồm các khách mời là Joe Jonas, Lil Jon, RZA và Jake Gyllenhaal.
Họ cũng chơi ở các lễ hội như Coachella, Bonnaroo, Austin City Limits Music Festival tại Mỹ, All Points West và the Groovin' The Moo festival tại Úc. Đĩa đơn thứ ba, "Holiday", được phát hành vào ngày 07 tháng 6 năm 2010.
Contra được đề cử một giải Grammy cho Album alternative xuất sắc nhất, nhưng đã để thua Brothers của The Black Keys.

### Modern Vampires of the City(2011–nay)
Vào tháng 11 năm 2011, Vampire Weekend tiết lộ rằng họ đang ở trong phòng thu, sáng tác và ghi âm cho album thứ ba của họ. 26 tháng 4 năm 2012, Rolling Stone thông báo rằng album mới có thể được phát hành vào cuối năm. Cho đến khi phát hành, các thành viên đã kiên quyết kín đáo về các chi tiết của album tiếp theo, nói rằng "ban nhạc có thể sắp xếp một cuộc phỏng vấn khi họ đang làm việc" nhưng họ "không muốn vài thứ [họ] nói sáu tháng trước gây ảnh hưởng đến cách mọi người nghe nó (nói album) khi nó xong".

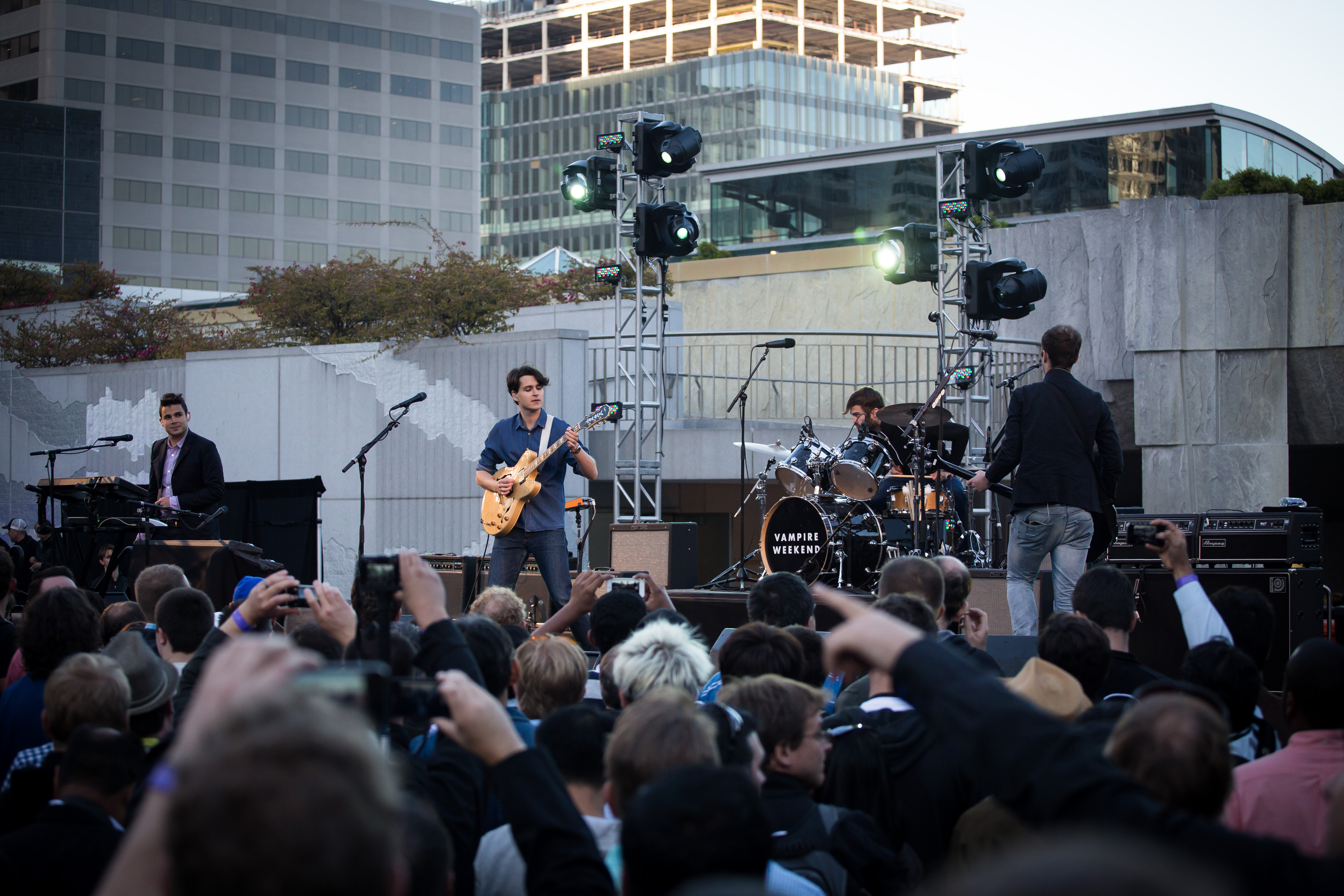
Vampire Weekend năm 2013

Modern Vampires of the City được phát hành vào tháng 5 năm 2013, được viết và ghi âm tại các địa điểm khác nhau bao gồm SlowDeath Studios ở New York, Echo Park "Back House" ở Los Angeles, Vox Recording Studios ở Hollywood, căn hộ ở New York của Rostam Batmanglij và một nhà trọ ở Martha's Vineyard. Album được đồng sản xuất bởi Batmanglij và Ariel Rechtshaid. Sau khi Batmanglij sản xuất hai album đầu tiên, điều này đánh dấu lần đầu tiên ban nhạc làm việc với một nhà sản xuất bên ngoài vào bất cứ bản thu nào của họ.
Album đạt vị trí số 1 trên bảng xếp hạng Billboard 200. Đây là lần thứ hai Vampire Weekend có album đứng đầu bảng xếp hạng này, cùng với Contra. Modern Vampires of the City giành được Giải Grammmy cho Album alternative xuất sắc nhất.

## Đĩa nhạc
Album phòng thu
- Vampire Weekend (2008)
- Contra (2010)
- Modern Vampires of the City (2013)
- Father of the Bride (2019)